# Golden Heart
Albums de Mark Knopfler
Sailing to Philadelphia
(2000)
Golden Heart est le premier album solo de Mark Knopfler, sorti en 1996. Il se distingue des derniers albums de Dire Straits (groupe dont Mark Knopfler était le leader), par un climat plus calme dans l'ensemble, et un plus grand nombre de ballades. La chanson Done with Bonaparte fait référence à la colère et à l'accablement d'un soldat de la Grande armée napoléonienne lors de la retraite de Russie. On y retrouve le fidèle Guy Fletcher aux claviers, seul autre musicien de Dire Straits à avoir accompagné Mark tout au long de sa carrière solo. 

## Liste des morceaux
Toutes les chansons sont de Mark Knopfler.
1. Darling Pretty – 4:31
2. Imelda – 5:26
3. Golden Heart – 5:01
4. No Can Do – 4:54
5. Vic and Ray – 4:36
6. Don't You Get It – 5:16
7. A Night in Summer Long Ago – 4:43
8. Cannibals – 3:41
9. I'm the Fool – 4:28
10. Je Suis Désolé – 5:14
11. Rüdiger – 6:03
12. Nobody's Got the Gun – 5:25
13. Done With Bonaparte – 5:06
14. Are We in Trouble Now? – 5:54

## Musiciens
- Mark Knopfler - voix et guitare
- Richard Bennett - guitare acoustique
- Paul Franklin - pedal steel
- Dónal Lunny - bouzouki
- Sean Keane - violon
- Derek Bell - harpe irlandaise
- Paul Brady - tin whistle
- Liam O'Flynn - Uilleann pipes (cornemuse irlandaise)
- Máirtín O'Connor - accordéon
- Paul Moore - basse, contrebasse
- Matt Rollings, Barry Beckett, Hargus "Pig" Robbins - piano
- Steve Nathan - claviers, orgue Hammond
- Bill Cuomo - orgue Hammond
- Guy Fletcher - claviers, chœurs
- Glenn Worf - basse
- Michael Rhodes - basse
- Eddie Bayers - batterie
- Chad Cromwell - batterie
- Terry McMillan - djembe
- Danny Cummings - percussions, chœurs
- Vince Gill - chœurs
- Brendan Croker - chœurs

## Autour de l'album
- La chanson "Darling Pretty" apparait dans la bande originale du film Twister.
- La chanson "Rudiger" est présente dans le film "Bandits".